# Kahvecibaşı
Kahvecibaşı (turco ottomano قهوه جی باشی) nell'impero ottomano era il titolo dato al caffettiere e servitore del sultano. Il Kahvecibaşı era considerato una persona importante, poiché era vicino al sultano.